# Out of Business
Out of Business — шестой студийный альбом американского хип-хоп-дуэта EPMD, выпущенный 20 июля 1999 года на лейбле Def Jam.
Альбом был спродюсирован самими участниками группы, а также DJ Scratch и Angel «8 Off» Aguilar. В записи альбома приняли участие M.O.P., Busta Rhymes, 8 Off Agallah, 215, Redman, Method Man и Lady Luck.
Out of Business достиг 13 места в чарте Billboard 200 и 2 места в чарте Top R&B/Hip Hop Albums в американском журнале Billboard. Один сингл из альбома попал в чарты американского журнала Billboard: «Symphony 2000».
Также была выпущена ограниченная версия альбома с бонусным диском лучших хитов, который содержит треки, охватывающие период с 1987 по 1997 год. Версии треков из первых двух альбомов являются перезаписанными, потому что EMI не стала лицензировать эти треки для Def Jam для их включения.

## Приём критиков
| Оценки критиков           | Оценки критиков                                                          |
| Источник                  | Оценка                                                                   |
| ------------------------- | ------------------------------------------------------------------------ |
| Allmusic                  | 4 из 5 звёзд · 4 из 5 звёзд · 4 из 5 звёзд · 4 из 5 звёзд · 4 из 5 звёзд |
| Entertainment Weekly      | A-                                                                       |
| RapReviews.com            | [ 4 ]                                                                    |
| Rolling Stone Album Guide | 2 из 5 звёзд · 2 из 5 звёзд · 2 из 5 звёзд · 2 из 5 звёзд · 2 из 5 звёзд |

Allmusic присвоил альбому четыре звезды из пяти, добавив «После популярного альбома «Back in Business» 1997 года Back in Business Эрик Сёрмон и Пэрриш Смит вернулись с ещё одним серьёзным усилием, доказавшим, что они остаются одной из лучших комбинаций в хип-хопе, столь же актуальной и напряженной в 1999 году, как и десятью годами ранее». В 2004 году The Rolling Stone Album Guide дал альбому две звезды из пяти, добавив «EPMD победил в 1999 году, выпустив лебединую песню Out of Business и лучший сборник. У Out of Business есть свои моменты, особенно трек прохождения факела с Method Man и Redman («Symphony 2000»), но в конечном итоге альбом не достоин
сравнения с их ранней классикой».

## Список композиций
| #  | Название                                               | Продюсер      | Длительность |
| -- | ------------------------------------------------------ | ------------- | ------------ |
| 1  | «Intro»                                                | DJ Scratch    | 2:18         |
| 2  | «Pioneers»                                             | Erick Sermon  | 3:14         |
| 3  | «Right Now»                                            | Erick Sermon  | 3:51         |
| 4  | «Check 1,2»                                            | PMD, Agallah  | 3:16         |
| 5  | «Symphony» (feat. M.O.P.)                              | Erick Sermon  | 3:01         |
| 6  | «Hold Me Down»                                         | Erick Sermon  | 3:34         |
| 7  | «Rap Is Still Outta Control» (feat. Busta Rhymes)      | EPMD          | 3:33         |
| 8  | «The Fan»                                              | Erick Sermon  | 3:03         |
| 9  | «Draw»                                                 | Erick Sermon  | 3:22         |
| 10 | «U Got Shot» (feat. 8 Off Agallah, 215)                | Erick Sermon  | 3:38         |
| 11 | «House Party»                                          | Parrish Smith | 3:52         |
| 12 | «The Funk»                                             | Erick Sermon  | 2:08         |
| 13 | «Symphony 2000» (feat. Method Man & Redman, Lady Luck) | Erick Sermon  | 4:03         |
| 14 | «Jane 6»                                               | Parrish Smith | 4:22         |

### Greatest Hits
| #  | Название                             | Продюсер                 | Длительность |
| -- | ------------------------------------ | ------------------------ | ------------ |
| 1  | «It’s My Thing '99»                  | EPMD                     | 5:37         |
| 2  | «You Gots to Chill '97»              | EPMD                     | 3:27         |
| 3  | «Strictly Business»                  | EPMD                     | 4:39         |
| 4  | «So Wat Cha Sayin'»                  | EPMD                     | 4:29         |
| 5  | «The Big Payback»                    | EPMD                     | 4:04         |
| 6  | «Get the Bozack»                     | EPMD                     | 4:33         |
| 7  | «Please Listen to My Demo»           | EPMD                     | 2:49         |
| 8  | «Gold Digger»                        | EPMD                     | 5:02         |
| 9  | «Rampage» (feat. LL Cool J)          | EPMD                     | 3:49         |
| 10 | «Crossover»                          | EPMD                     | 3:48         |
| 11 | «Head Banger» (feat. K-Solo, Redman) | EPMD                     | 4:51         |
| 12 | «Never Seen Before»                  | Erick Sermon             | 2:50         |
| 13 | «Da Joint»                           | Erick Sermon, Rockwilder | 3:26         |

## Участники записи
- Эрик Сёрмон – рэп, музыкальный продюсер, автор песен, исполнительный продюсер
- Пэрриш Смит – вокал, музыкальный продюсер, автор песен, исполнительный продюсер
- Диджей Скретч – DJ (скретч), продюсер («Put On»)
- M.O.P. – рэп («Symphony»)
- Busta Rhymes – рэп («Rap Is Still Outta Control»)
- 8 Off Agallah – рэп («U Got Shot»), продюсер («Check 1,2»)
- 215 – рэп («U Got Shot»)
- Redman – рэп («Symphony 2000»)
- Method Man – рэп («Symphony 2000»)
- Lady Luck – рэп («Symphony 2000»)
- Марк Берто – звукорежиссёр
- Чарли Маротта – звукорежиссёр
- Томми Уззо – звукорежиссёр
- Джон Декейтер – звукорежиссёр
- Джаз Янг – маркетинг
- Кевин Лайлс – исполнительный продюсер
- Тони Доуси – мастеринг
- Дэнни Клинч – фотограф
- Джерард Гаскин – фотограф
- Ричард Иор – фотограф
- The Drawing Board – дизайнер (обложка альбома)
- Уэйн Ван Акер – дизайнер (обложка альбома)

## Чарты

### Еженедельные чарты
| Чарт (1999)                            | Высшая позиция |
| -------------------------------------- | -------------- |
| США (Billboard 200)                    | 13             |
| США (Billboard Top R&B/Hip-Hop Albums) | 2              |

### Синглы
| 1999 | «Symphony 2000» | 62 | 28 |